# (29133) Vargas
(29133) Vargas (1987 KH5) – planetoida z pasa głównego asteroid okrążająca Słońce w ciągu 4,29 lat w średniej odległości 2,64 j.a. Odkryta została 29 maja 1987 roku.